# Roman Ermakov
Pour les articles homonymes, voir Dimitri Ermakov et Ermakov.
Roman Ermakov (en russe :  Роман Ермаков) né le 6 octobre 2004 à Vyborg, est un coureur cycliste russe membre de l’équipe Bahrain Victorious.

## Biographie

### Carrière

#### 2022: chez la Cannibal Team
En 2022, Ermakov intègre l’équipe junior belge Cannibal Team. Il lève les bras à plusieurs reprises durant la saison notamment sur l’Aubel-Thimister-Stavelot qu’il remporte sans gagner d’étape.

#### 2023-2024: début avec la Bahrain Development
Ermakov signe en avril 2023 avec la formation Bahrian-Victorious et intègre son équipe réserve, la Cycling Team Friuli ASD. Durant ces deux saisons, il gagne ses premières courses inscrites au calendrier de l’UCI : il remporte en 2024 le GP Kranj ainsi que la Ruota d'Oro.

#### Depuis 2025: Bahrain Victorious
Fin 2024, il est promu dans l’équipe Bahrain Victorious à l’âge de 19 ans

### Style et caractéristiques
Ermakov se décrit comme ayant « une bonne endurance » et appréciant les « courses punchy » car les pentes raides lui « conviennent ».

## Palmarès

### Par année
- 2022
  - Grand Prix Sélection Meubles
  - Classement général  d'Aubel-Thimister-Stavelot
  - 2e étape des Boucles de l’Oise (contre-la-montre)
  - Route des Géants
  - 3e du Tour de Haute-Autriche juniors
  - 3e du Watersley Junior Challenge
- 2023
  - 2e de la Coppa Caduti di Reda
- 2024
  - Kranj Kiterij
  - Trofeo Rezzesi Memorial R.Amantini
  - Ruota d'Oro
  - Grand Prix Kranj
  - 2e de la Coppa Medicea